# Adrià Collado
Adrià Collado (Barcelona, España; 3 de agosto de 1972) es un actor español, conocido principalmente por los papeles de Fernando Navarro en Aquí no hay quien viva y Sergio Arias en La que se avecina.

## Biografía
Después de finalizar sus estudios secundarios, Adrià decidió licenciarse en Geografía e Historia y en Antropología por Universidad Autónoma de Barcelona donde sus compañeros le animaron a ser actor, profesión que le haría superar su timidez. Para pagarse clases como intérprete en el Estudi Nancy Tuñón de Cataluña así como cursos de El actor frente a la cámara y Teatro del siglo de oro español, Adriá ejerció de modelo.
Sus primeros inicios como actor se localizaron en teatro, medio en el que estrenó Eduardo II (de Christopher Marlowe) y Salvats, obra en la que según sus palabras se encuentra Fragmento más duro que haya interpretado jamás: asesinato de un niño.
Poco a poco consiguió papeles en series como Oh, Espanya, La saga de los Clark dentro del espacio televisivo Lo + Plus y Estació d'enllaç que le allanaron camino hacia cine. En 1994 se produjo su debut en El porqué de las cosas, película en la que aparecía en una escena. Al año siguiente Alan Parker le llamó para cameo en película Evita que trabajó junto a Madonna y Antonio Banderas. Paralelamente aceptó protagonizar algunos cortometrajes como Estocolmo.
En 1997 accedió a su primer papel importante en película Mensaka en la cual encarnó a Fran, músico que abandonaba sus ideales y traicionaba su grupo de amigos de la vida en beneficio de exitosa carrera. Gracias a dicha película Adrià quedó asociado a generación de actores compuesta por intérpretes como Lola Dueñas, Tristán Ulloa, Laia Marull o Willy Toledo especialmente reivindicativa y crítica contra clase de injusticias.
En 1998 estrenó Atómica tras cuyo rodaje se incorporó al elenco de Hermanas, serie en la que Adrià se puso en piel de Alberto, fotógrafo hijo de Ángela (Ángela Molina), monja que lo dio en adopción al nacer y que se enamoraba de novicia que residía en convento al cual pertenecía su madre. Revista Fotogramas decidió incluirlo en su reportaje anual sobre nuevos valores en la que confesó que gracias a su profesión se había visto obligado a superar su miedo a volar en avión.
En 1999 estrenó la cinta de terror El arte de morir donde junto a grupo de amigos y tras desaparición de uno de estos comienzan a sucederles extrañas situaciones por lo cual deciden enterrar para siempre un gran secreto y Sobreviviré en la que fallecía a pocos minutos de empezar metraje no sin dejar embarazada a su mujer y ¿Entiendes? en la que interpretó a futbolista gay. Desde entonces Adrià se ha forjado imagen de actor moderno que combina varios géneros cinematográficos, alternando con frecuencia directores debutantes con nombres más consolidados.
Ese mismo año entregó junto a Daniel Guzmán y Joel Joan, Premio Goya a la mejor actriz revelación a Ana Fernández: miembro oficial de profesión algo que se ratificó cuando Carlos Saura requirió sus servicios para Buñuel y la mesa del rey Salomón (2001) cinta en la que actor encarnó a Federico García Lorca que contemplaba su fusilamiento en mesa con poderes mágicos que permitía vislumbrar futuro de quienes se reflejasen en ella. Adrià se preparó leyendo varias obras del escritor granadino. Junto al realizador y sus compañeros de reparto (Ernesto Alterio y Pere Arquillué) viajó al Festival Internacional de Cine de San Sebastián en el cual crítica masacró cinta salvando trabajo de intérpretes.
En 2002 rodó El sueño de Ibiza en la que protagonizó a joven que en plena búsqueda espiritual comienza a reflexionar sobre significado de amistad,  inevitables pérdidas que conlleva paso del tiempo y soledad. También protagonizó Fumata blanca en la que encarnó a joven sacerdote que perdía su fe en Curia Romana al descubrir que su mentor (Cardenal Giovanello: José Sacristán) se vendía a intereses mercantiles de Roma tras haber luchado contra ellos. A estos títulos se le sumarían Bloody Mallody y Cámara oscura thriller en el que interpreta a hombre que junto a su mujer y otras personas se ve envuelto en situación tremendamente arriesgada al abordar clandestinamente barco tripulado por misteriosa comitiva.
En 2003 Elena Arnao sugirió su nombre para casting de serie Aquí no hay quien viva en la que interpretó a Fernando Navarro, abogado y novio de periodista llamado Mauricio "Mauri" Hidalgo (Luis Merlo) que lograba desahogarse como individuo al anunciar públicamente su condición de homosexual. La serie se convirtió en fenómeno social y Adrià no dudó en considerar trabajo de Luis y suyo como “un bien educacional”. Por esas fechas arremetió contra gestión de información del gobierno del PP durante 11M.
A pesar de ello en 2004 abandonó en pleno éxito serie. Durante ese año rodó Proyecto: Cassandra, Km 31 cinta de terror filmada en México basada en mito de La Llorona y Aislados de David Marqués, comedia basada en diálogos de dos amigos que pasan días en Ibiza apartados del resto del mundo. En esta película independiente colaboró en casi todas fases de producción.
En 2005 regresó a Aquí no hay quien viva. En esa nueva temporada Fernando y Mauri consolidaban su relación tras haber intentado adoptar a un niño inadaptado -invención de los guionistas que desató furias del Foro Español de la Familia no así deAsociación de Usuarios de Comunicación y de haber fundado juntos despacho de abogados en el que Mauri aportaba capital. A lo largo de esa cuarta temporada, la pareja consolidaba su relación de diversas maneras entre ellas bailando travestidos en cabaré hasta punto de que al final decidían casarse. Apenas unas semanas antes de ese evento ficticio, Adriá había elogiado a su compañero de reparto, Luis Merlo considerándolo uno de mejores intérpretes del país.
Adriá combinó rodaje con la filmación de Películas para no dormir: Para entrar a vivir en la que encarnó a un hombre que junto a su pareja (Macarena Gómez) decidían visitar piso en venta guiados por extraña mujer en barrio abandonado en afueras de ciudad, El síndrome de Svensson y Está en el aire.
En 2006 aceptó protagonizar Proyecto Dos donde interpretó a hombre con vida tranquila mujer e hijo incluido que ve fallecer a treintañero idéntico a él por televisión.
En 2007 empezó a rodar con sus compañeros de Aquí no hay quien viva serie La que se avecina producida por Telecinco. Cuando aún no había renovado serie para tercera temporada, en 2009 formó parte del elenco de actores de Cuestión de sexo. Desde noviembre de 2010 del mismo año participó en serie Gavilanes. Ha participado en obras de teatro como Salvasts o Eduardo II.
El 20 de diciembre de 2011 se confirma su regreso a la serie de televisión La que se avecina tras sus duras negociaciones con cadena y productora. El 9 de agosto de 2013 se confirmó que volvió a abandonar serie La que se avecina en séptima temporada.
A finales de septiembre de 2013 se termina rodaje y comienza postproducción de la película Dos a la carta estreno en verano de 2014 en la que interpretó al personaje Òscar.
El 5 de enero de 2018 se conoce fichaje del actor por serie diaria Servir y proteger como personaje fijo durante segunda temporada interpretando a Jesús Merino, nuevo frutero del barrio. En agosto de 2018 se anunció que participó en Sabuesos  nueva serie de TVE. 
En 2019 se anuncia su participación episódica en serie Brigada Costa del Sol, meses más tarde se anuncia su incorporación a octava temporada de Amar es para siempre interpretando a Emilio Santos, uno de personajes principales hasta enero de 2020. Y participa en la serie Atrapa a un ladrón interpretando a Diego Ayala junto a Alexandra Jiménez.
En 2020 forma parte del reparto de Diarios de la cuarentena.

## Filmografía

### Largometrajes
| Año  | Película                         | Personaje              | Director                         | Género                | Duración |
| ---- | -------------------------------- | ---------------------- | -------------------------------- | --------------------- | -------- |
| 1994 | El porqué de las cosas           |                        | Ventura Pons.                    | Comedia               | 1h 28m   |
| 1995 | Evita                            | Carlos                 | Alan Parker.                     | Drama musical         | 2h 15m   |
| 1995 | Pareja de tres                   | Abogado                | Antoni Verdaguer.                | Comedia               | 1h 28m   |
| 1998 | Mensaka                          | Fran                   | Salvador García Ruiz.            | Drama                 | 1h 45m   |
| 1998 | Atómica                          | Jorge                  | Alfonso Albacete y David Menkes. | Comedia               | 1h 42m   |
| 1999 | Sobreviviré                      | Roberto                | Alfonso Albacete y David Menkes. | Comedia Romántica     | 1h 42m   |
| 1999 | El corazón del guerrero          | Adolfo del Pozo        | Daniel Monzón.                   | Aventuras/Drama       | 1h 50m   |
| 1999 | ¿Entiendes?                      | Manuel                 | Stéphane Giusti.                 | Comedia               | 1h 36m   |
| 2000 | El arte de morir                 | Carlos                 | Álvaro Fernández Armero.         | Terror                | 1h 42m   |
| 2001 | Buñuel y la mesa del rey Salomón | Federico García Lorca  | Carlos Saura.                    | Aventuras             | 1h 45m   |
| 2002 | El sueño de Ibiza                | Nacho                  | Igor Fioravanti.                 | Drama romántico       | 1h 38    |
| 2002 | Fumata blanca                    | Padre Miguel           | Miquel García Borda.             | Drama                 | 1h 53m   |
| 2003 | Bloody Mallory                   | Pére Carreras          | Julien Magnat.                   | Acción/Comedia        | 1h 34m   |
| 2003 | Cámara oscura                    | Víctor                 | Pau Freixas.                     | Suspense              | 1h 45m   |
| 2004 | La mirada violeta                | Chico                  | Nacho Pérez y Jesús Ruiz.        | Comedia               | 1h 42m   |
| 2005 | Aislados                         | Adriá                  | David Marqués.                   | Comedia               | 1h 23m   |
| 2006 | Kilómetro 31                     | Nuño Alcázar           | Rigoberto Castañeda.             | Terror                | 1h 45m   |
| 2006 | El síndrome de Svenson           | El hombre carismático  | Kepa Sojo.                       | Comedia               | 1h 30m   |
| 2006 | Todo está en el aire             | Nacho                  | David Ciurana, Ángel Penalva     | Comedia               | 1h 30m   |
| 2006 | Proyecto Dos                     | Diego Durand           | Guillermo Fernández Groizard.    | Suspense              | 1h 37m   |
| 2006 | Para entrar a vivir              | Mario                  | Jaume Balagueró.                 | Terror                | 1h 08m   |
| 2008 | La mujer del anarquista          | Francisco              | Marie Noëlle, Peter Sehr         | Drama                 | 1h 52m   |
| 2010 | Desechos                         | Marcelo                | David Marqués                    | Comedia               | 1h 30m   |
| 2010 | Suspicious Minds                 | Javier                 | Carlos Martín Ferrera            | Thriller              | 1h 22m   |
| 2010 | Viaje mágico a África            | Padre de Jana          | Jordi Llompart.                  | Animación/Aventuras   | 1h 30m   |
| 2013 | Cenizas                          | Rafa                   | Llorenç Castanyer.               | Comedia negra         | 1h 25m   |
| 2014 | Dos a la carta                   | Óscar                  | Robert Bellsolà.                 | Comedia               | 1h 28m   |
| 2014 | Perdona si te llamo amor         | Enrique                | Joaquín Llamas.                  | Romance               | 2h       |
| 2015 | Transeúntes                      | Compañero Teatro Laura | Luis Aller                       | Comedia/Drama         | 1h 34m   |
| 2016 | Km 31 sin retorno                | Nuño Alcázar           | Rigoberto Castañeda.             | Terror                | 1h 45m   |
| 2017 | Si fueras tú, la película        | Miguel                 | Joaquín Llamas.                  | Suspense              | 1h 20m   |
| 2017 | Proyecto tiempo                  | Profesor Márquez       | Isabel Coixet                    | Drama/Ciencia ficción | 1h 03m   |
| 2021 | El club del paro                 | Benavente              | David Marqués                    | Comedia               | 1h 23m   |
| 2021 | Donde caben dos                  | Sergio                 | Paco Caballero                   | Comedia               | 1h 48m   |
| 2022 | El frío que quema                | Joan                   | Santi Trullenque                 | Thriller              | 1h 56m   |

### Cortometrajes
| Año  | Cortometraje                   | Personaje            | Director        | Género          | Duración |
| ---- | ------------------------------ | -------------------- | --------------- | --------------- | -------- |
| 1995 | Estocolmo                      |                      |                 |                 |          |
| 1998 | Viaje a la luna                | Muchacho bata blanca | Frederic Amat   | Drama           | 20m      |
| 1999 | Ya pronto hará frío            | Leo                  | Gustavo Cortés  | Drama romántico | 10m      |
| 2003 | Comarcal 130                   | Alfredo              | Jaume Fusté     | Terror          | 15m      |
| 2005 | Elisa Guzmán                   | Álvaro Guzmán        | Sonia Sebastián | Drama           | 17m      |
| 2013 | El club del paro               | Fernando             | David Márquez   | Comedia         | 13m      |
| 2016 | Estrella Damm                  |                      |                 |                 |          |
| 2017 | Criminal Go 2059               |                      | Isabel Coixet   |                 |          |
| 2019 | La habitación de las estrellas | Carlos               | Ilune Díaz      | Drama           | 17m      |

## Televisión
| Año                              | Título                              | Cadena                  | Personaje                      | Notas         |
| -------------------------------- | ----------------------------------- | ----------------------- | ------------------------------ | ------------- |
| 1992                             | Oh! Espanya                         | TV3                     |                                | 1 episodio    |
| 1994                             | Poble Nou                           | TV3                     |                                | 1 episodio    |
| 1995-1996                        | Estació d'enllaç                    | TV3                     | Joan / Skin / Patrick          | 3 episodios   |
| 1996                             | Un amor clar-obscur                 | TV3                     |                                | 1 episodio    |
| 1997                             | La saga de los Clark                | TV3                     | Randy                          | 3 episodios   |
| 1997                             | El joc de viure                     | TV3                     | Ignasi                         | 20 episodios  |
| 1998                             | Hermanas                            | Telecinco               | Alberto                        | 16 episodios  |
| 2000                             | Andorra. Entre el torb i la Gestapo | TV3                     | Jack                           | 1 episodio    |
| 2000                             | Des del Balcó                       | TV3                     | Víctor                         | 6 episodios   |
| 2003-2006                        | Aquí no hay quien viva              | Antena 3                | Fernando Navarro Sánchez       | 59 episodios  |
| 2005                             | Projecte Cassandra                  | TV3                     | Eduard                         | 1 episodio    |
| 2006                             | Para entrar a vivir                 | Telecinco               | Mario                          | 1 episodio    |
| 2007-2008; 2013; 2024 - presente | La que se avecina                   | Telecinco               | Sergio Arias                   | 36 episodios  |
| 2009                             | Cuestión de sexo                    | Cuatro                  | Toni                           | 10 episodios  |
| 2010-2011                        | Gavilanes                           | Antena 3                | Álvaro Costa                   | 10 episodios  |
| 2014-2017                        | La Riera                            | TV3                     | Omar Vila                      | 590 episodios |
| 2017                             | Si fueras tú                        | Playz                   | Miguel Alonso.                 | 6 episodios   |
| 2018                             | Servir y proteger                   | La 1                    | Jesús Merino.                  | 173 episodios |
| 2018                             | Sabuesos                            | La 1                    | Salvador "Salva" Tébar Prieto. | 2 episodios   |
| 2019                             | Brigada Costa del Sol               | Telecinco               | Evaristo.                      | 2 episodios   |
| 2019                             | Atrapa a un ladrón                  | Paramount Network       | Diego Ayala.                   | 3 episodios   |
| 2019-2020                        | Amar es para siempre                | Antena 3                | Emilio Santos "Lenin".         | 92 episodios  |
| 2020                             | Diarios de la cuarentena            | La 1                    | Marcelo.                       | 8 episodios   |
| 2021                             | Madres amor y vida                  | Prime Video / Telecinco | Carlos Matute                  | 6 episodios   |
| 2021-2022                        | Cuéntame cómo pasó                  | La 1                    | Benito Zaldívar                | 9 episodios   |
| 2024-2025                        | Com si fos ahir                     | TV3                     | Miqui                          | 12 episodios  |